# Tempestad (documental)
Tempestad es un documental mexicano de 2016 dirigido por Tatiana Huezo que aborda el tema del crimen organizado y la justicia en México a través de la historia de dos mujeres, Miriam y Adela, la primera injustamente acusada de tráfico de personas y condenada a una prisión dominada por un cártel del narcotráfico, mientras que la segunda lleva diez años buscando a su hija desaparecida.
El largometraje, estrenado en el marco de la edición número 11 de Ambulante gira de documentales, fue seleccionado por la Academia Mexicana de Artes y Ciencias Cinematográficas para competir por el premio Oscar (EUA) y el Premio Goya (España) en sus ediciones respectivas de 2017, además de ser premiado por Mejor dirección en la edición de 2017 de los Premios Ariel.

## Sinopsis
Miriam Carvajal, empleada del aeropuerto de Cancún, Quintana Roo, es acusada injustamente de tráfico de personas y condenada a una cárcel del norte de México dominada por un cártel del narcotráfico. Adela Alvarado, payasa de un circo, busca desde hace una década a Mónica, su hija desaparecida.
Tempestad muestra el viaje simultáneo de ambas mujeres. La primera se traslada del norte al sur del país para reencontrarse con su hijo tras purgar su condena, mientras que la segunda realiza "un viaje emocional donde las carreteras, con sus retenes policíacos, sirven como recordatorio de la crisis de violencia y seguridad de México." Las imágenes de ambos testimonios retratan un país en donde la violencia ha tomado el control. 

## Premios y reconocimientos
Desde su estreno, Tempestad fue proyectado en alrededor de 70 festivales en México y el extranjero. Este filme ocupa el lugar 6 dentro de la lista de las 100 mejores películas del mexicanas, según la opinión de 27 críticos y especialistas del cine en México, publicada por el portal Sector Cine en junio de 2020.
| Año  | Festival                                  | Premio                                                                                       | Nominación                                                        | Resultado |
| ---- | ----------------------------------------- | -------------------------------------------------------------------------------------------- | ----------------------------------------------------------------- | --------- |
| 2016 | Festival de Cine de La Habana             | Mejor Documental                                                                             | Tempestad                                                         | Ganadora  |
| 2016 | Festival de Cine Latinoamericano de Lima  | Mejor Documental                                                                             | Tempestad                                                         | Ganadora  |
| 2016 | Festival Internacional de Cine de Morelia | Mejor Documental                                                                             | Tempestad                                                         | Ganadora  |
| 2016 | Festival Internacional de Cine de Berlín  | Mención Especial del Jurado del Premio Caligari a la innovación en el ámbito cinematográfico | Tempestad                                                         | Ganadora  |
| 2017 | Premios Ariel                             | Mejor Película                                                                               | Tempestad                                                         | Nominada  |
| 2017 | Premios Ariel                             | Mejor dirección                                                                              | Tatiana Huezo                                                     | Ganadora  |
| 2017 | Premios Ariel                             | Mejor Sonido                                                                                 | Lena Esquenazi, Federico González Jordán, Carlos Cortés Navarrete | Ganadores |
| 2017 | Premios Ariel                             | Mejor Guion Cinematográfico Original                                                         | Tatiana Huezo                                                     | Nominada  |
| 2017 | Premios Ariel                             | Mejor Música Original                                                                        | Leonardo Heiblum y Jacobo Lieberman                               | Nominados |
| 2017 | Premios Ariel                             | Mejor edición                                                                                | Tatiana Huezo y Lucrecia Gutiérrez                                | Nominadas |
| 2017 | Premios Ariel                             | Mejor Largometraje Documental                                                                | Tatiana Huezo y Nicolás Cedis                                     | Ganadores |
| 2017 | Premios Ariel                             | Mejor Fotografía                                                                             | Ernesto Pardo                                                     | Ganador   |
| 2017 | Premios Emmy                              | Mejor documental                                                                             | Tempestad                                                         | Nominada  |
| 2017 | Festival Internacional de Cine de Sofía   | Premio UNESCO a Mejor Documental                                                             | Tempestad                                                         | Ganadora  |
| 2018 | Premios Goya                              | Mejor Película Iberoamericana                                                                | Tempestad                                                         | Nominada  |